# 16A busz (Budapest)
A budapesti 16A jelzésű autóbusz a Dísz tér és a Széll Kálmán tér között közlekedik a Budai Várnegyedben. A főváros legrövidebb autóbuszvonala. A köznyelvben gyakran "Várbusznak" nevezett viszonylatot a Budapesti Közlekedési Zrt. üzemelteti.
2019 júniusától a Dísz téren újabb jegy érvényesítése nélkül át lehet szállni a Clark Ádám térig továbbközlekedő 16-os buszra, ekkor a kezelt vonaljegy másik végét is érvényesíteni kell.

## Járművek
A BKV midibuszkérdése a Várbusznál kezdődött el. A vonal valójában előbb indult el, mint ahogy az Ikarus elkezdett volna gyártani ilyen kategóriájú buszokat. Jobb híján a BKV erre a vonalra Ikarus 211 típusú buszokat tudott csak kiadni, ami a típus tulajdonságaiból fakadóan szinte alkalmatlan volt a városi közlekedésre. 1988-ban a BKV az újonnan kifejlesztett Ikarus 521 típusból rendelt 16 darabot. Az 1989-ben forgalomba állított járművek az Ikarus 405-ösök érkezésével, 1995-től belszolgálati járművek lettek, vagy vidéki Volánok és magánvállalkozók vásárolták meg.
A ma „várbusz”-ként ismert busztípus valójában csak 1994-ben érkezett meg, amikor az Ikarus a világkiállításra tekintettel egy teljesen új midibuszt tervezett: az Ikarus 405-öt. A típus a várakozásokkal ellentétben igencsak szerényre sikeredett, a BKV-val hosszas tárgyalások után lehetett csak elfogadtatni egy 90+2 darabos szériát. Kétségtelen, hogy alkalmasabbak voltak, mint az 521-esek, főleg az alacsonyabb belépőmagasság és a két ajtó miatt. A típus azonban megkeserítette a BKV életét: az első években 2 busz is felborult (természetesen selejtezték őket), valamint a 10 éves kor után tervezett nagyjavítás 5 éves kor utáni motorcserés nagyjavításra módosult. Mindenesetre ez az a típus, ami többé-kevésbé betartja a 10-15 éves futási időt a BKV-nál (a buszoknak már kevesebb mint a fele van csak üzemben).
Az új paraméterkönyv bevezetése óta (2008. szeptember 6.) a 16-os, 16A és 116-os viszonylatokon Ikarus 405-ös típusú autóbuszok közlekednek, csúcsidőben a három járaton együtt 14 jármű. A vonalon 2015. november 19-én állt forgalomba az első Karsan ATAK. 2016. április 30-ától a vonalon fokozatosan megjelennek Modulo Medio típusú midibuszok. A járműveket a BKV Kelenföldi autóbuszgarázsa állítja ki.

## Története
2007. június 1-jétől a 10-es busz a Dísz tér és a Moszkva tér között, míg a 110-es a Dísz tér és a Fény utcai piac között közlekedett, a korábbi Várbusz helyett, ám mivel 2008. szeptember 6-ától a 16-os busz hosszabb útvonalon, a Moszkva térig közlekedik, ezért a régi 10-es busz a betétjárata lett, így új viszonylatszámot kapott. Az új jelzése a 16A lett. A régi 110-es száma pedig 116-osra változott.
2022. május 14-étől hétvégente és ünnepnapokon az autóbuszokra kizárólag az első ajtón lehet felszállni, ahol a járművezető ellenőrzi az utazási jogosultságot.

## Útvonala
| Dísz tér felé |
| Széll Kálmán tér M vá. – Várfok utca – Ostrom utca – Bécsi kapu tér – Nándor utca – Kapisztrán tér – Országház utca – Szentháromság tér – Tárnok utca – Dísz tér – Dísz tér vá. |
| Széll Kálmán tér felé |
| Dísz tér vá. – Dísz tér – Tárnok utca – Szentháromság tér – Hess András tér – Fortuna utca – Bécsi kapu tér – Ostrom utca – Várfok utca – Széll Kálmán tér M vá.                |

## Megállóhelyei
Az átszállás kapcsolatok között a párhuzamosan, de hosszabb útvonalon közlekedő 16-os és a 116-os buszok nincsenek feltüntetve. A 16-os a Dísz tértől a Clark Ádám térig, a 116-os a Széll Kálmán tértől a Fény utcai piachoz tovább közlekedik.
| 0 | Széll Kálmán tér M végállomás | 5 | 5, 21, 21A, 22, 22A, 39, 91, 102, 128, 129, 139, 140, 140A, 149, 155, 156, 221, 222 4, 6, 17, 56, 56A, 59, 59A, 59B, 61 781, 782, 783, 784, 785, 786, 787, 789, 791, 793, 794, 795 | Autóbusz-állomás, Metróállomás, Postapalota                                                                                     |
| 1 | Mátray utca                   | 3 | | |
| 2 | Bécsi kapu tér                | 2 | | Magyar Nemzeti Levéltár, Budavári evangélikus templom, Bécsi kapu                                                               |
| 3 | Kapisztrán tér                | ∫ | | |
| 4 | Szentháromság tér             | 1 | | Mátyás-templom, Halászbástya, Szentháromság-szobor, Régi budai városháza                                                        |
| 5 | Dísz tér végállomás           | 0 | 216 Budavári sikló | Budavári Palota, Budapesti Történeti Múzeum, Sándor-palota, Magyar Nemzeti Galéria, Budavári sikló, Országos Széchényi Könyvtár |

## Képgaléria

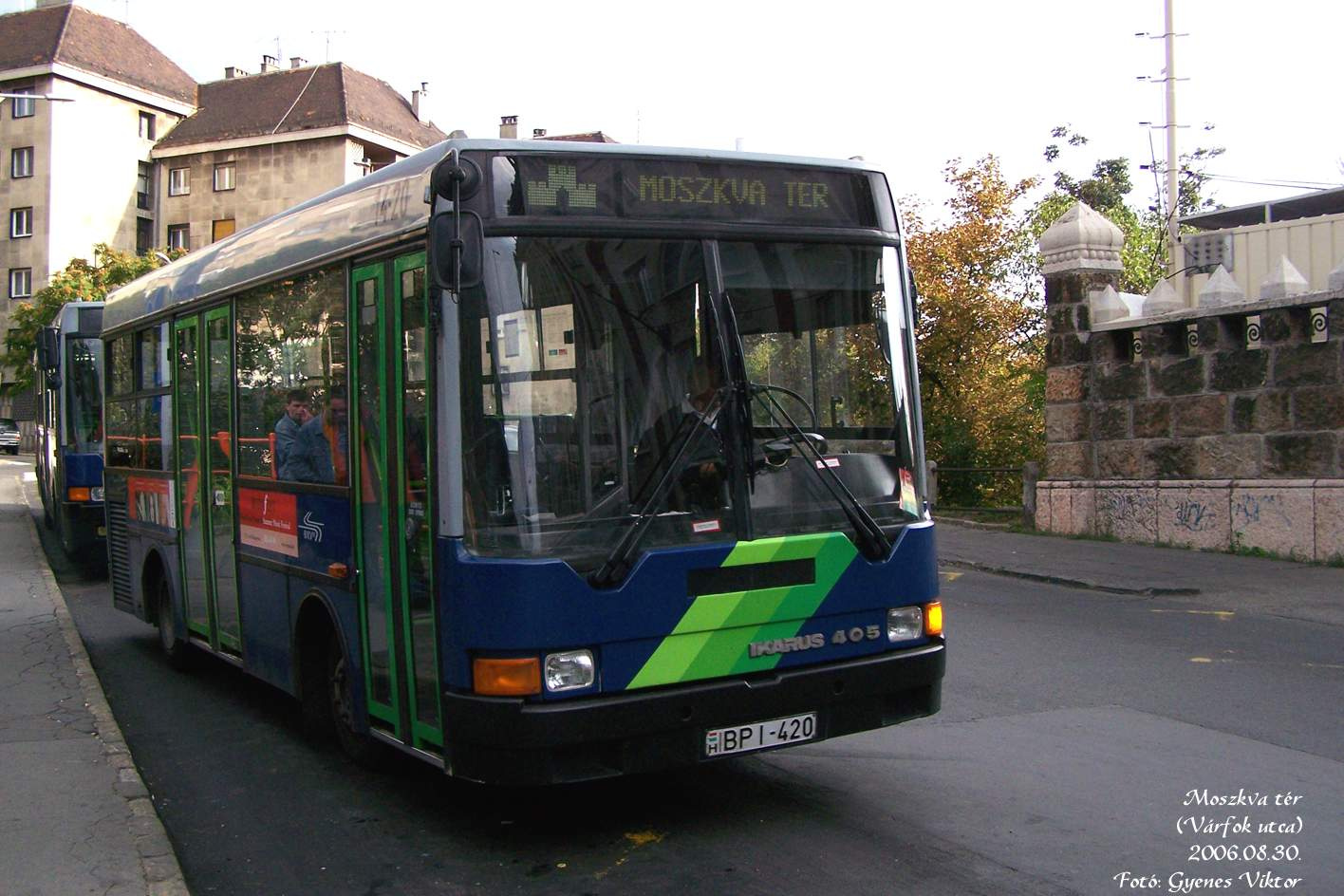
Vár-busz 2006-ban
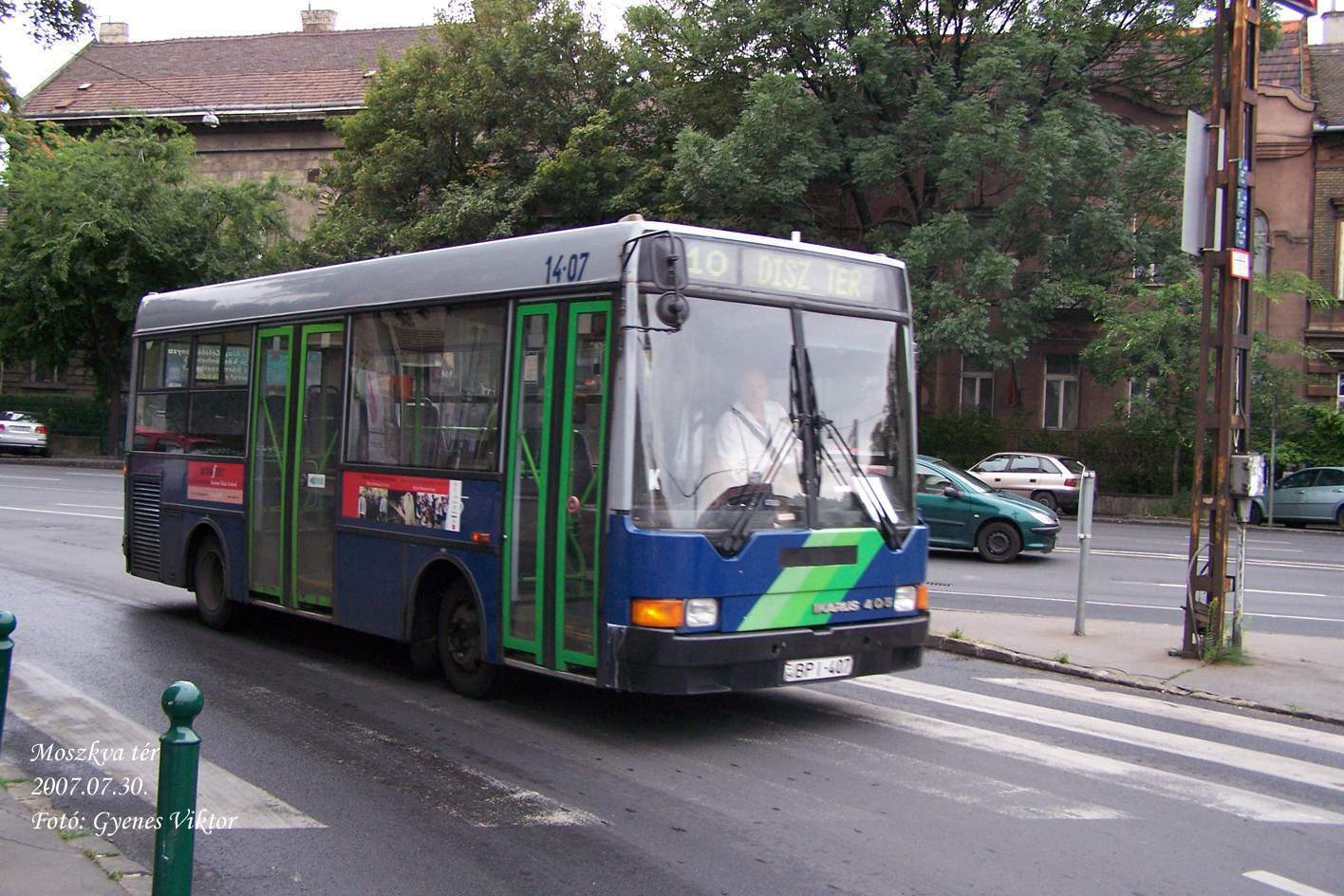
10-es jelzéssel 2007-ben
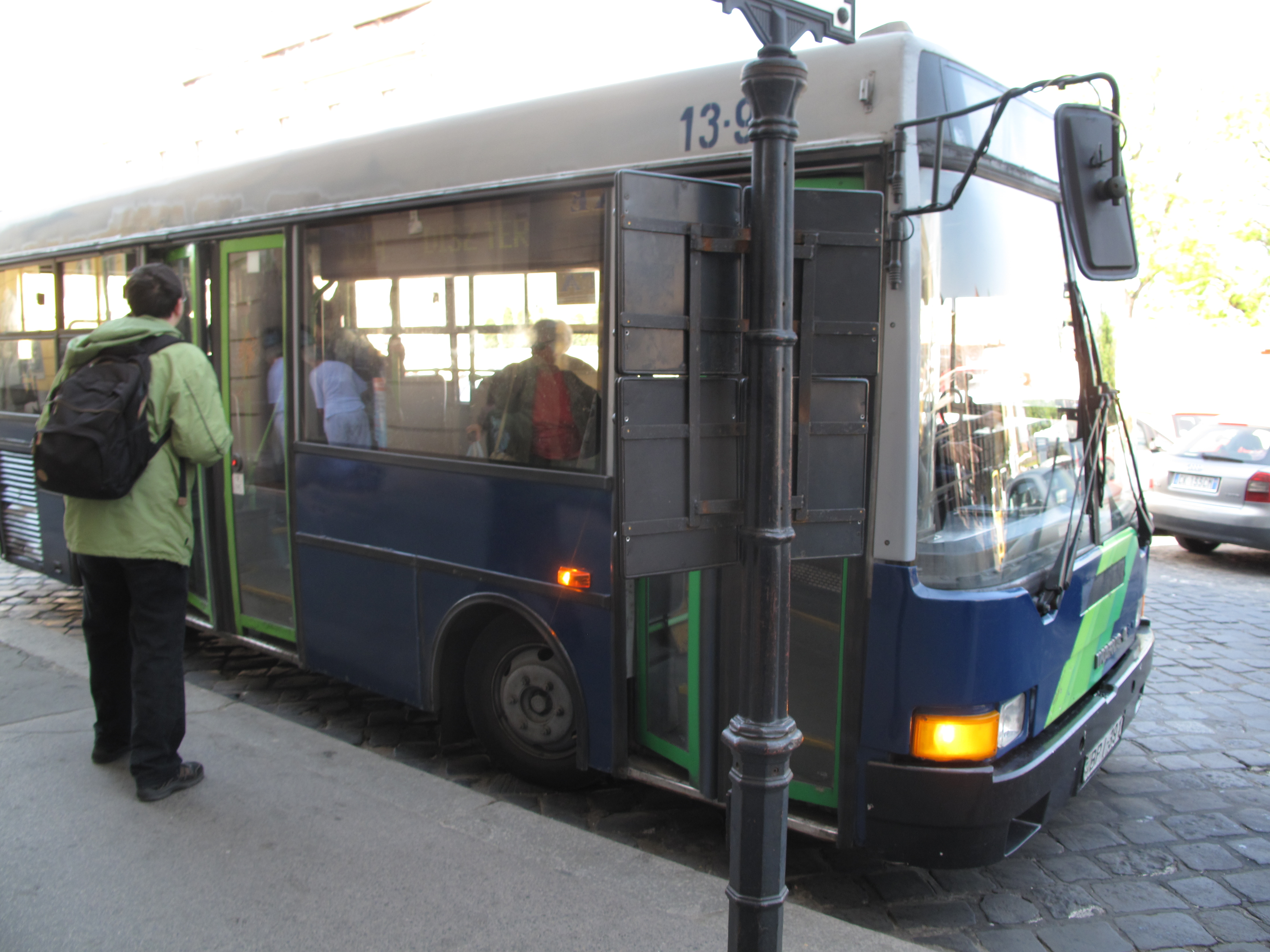
16A jelzéssel 2011-ben
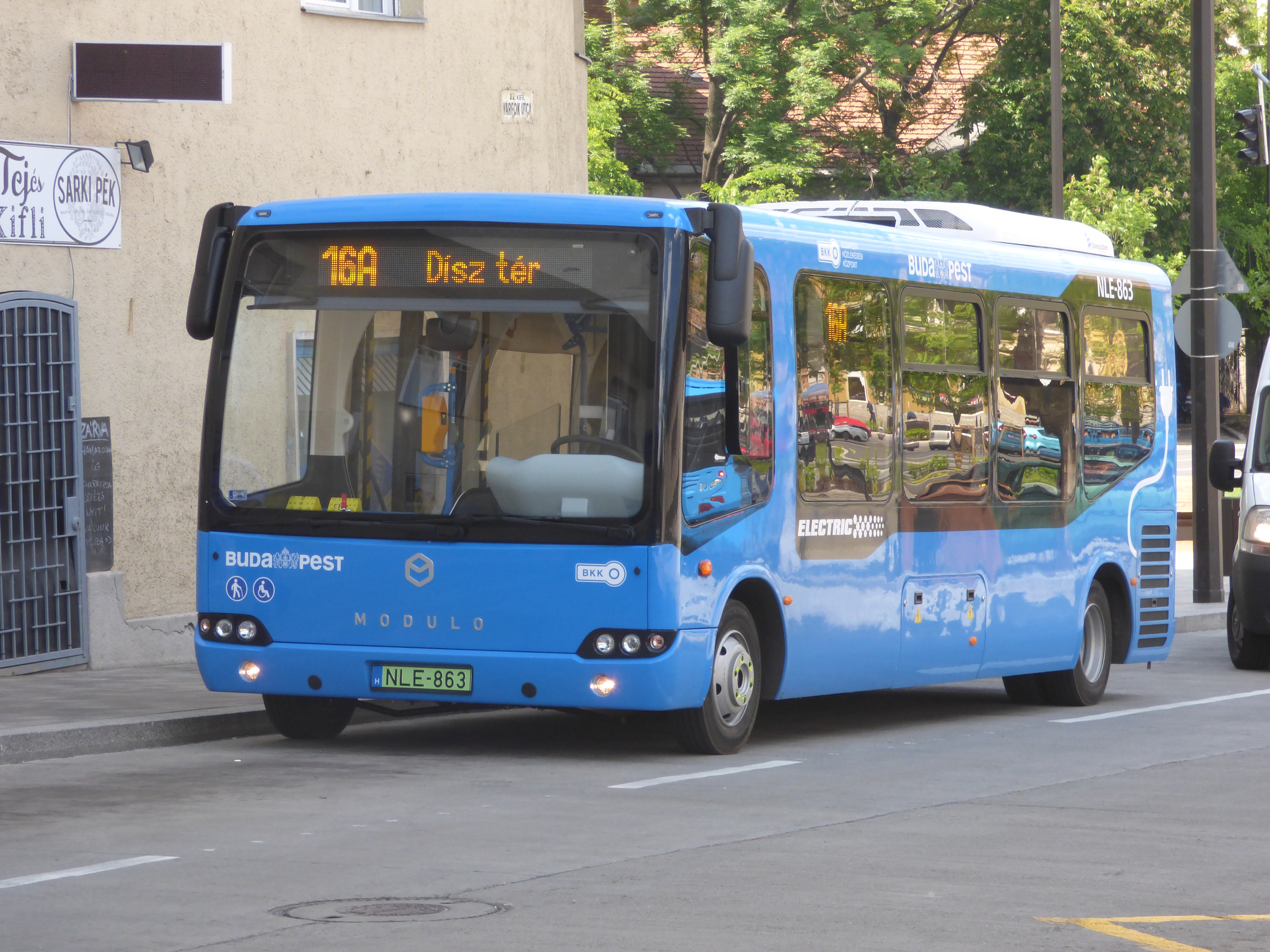
Modulo Medio Electric a Várfok utcában